# Марван (крепость, Португалия)
Марван (порт. Castelo de Marvão) — средневековая крепость в коммуне приходе Санта-Мария-де-Марван, рядом с городом Марван в регионе Порталегри, Португалия. Крепость, имеющая сложную многоуровневую систему фортификационных сооружений, прекрасно сохранилась.

## История

### Ранний период
Известно, что в данном месте укрепления находились ещё во времена, когда Пиренейский полуостров входил в состав Римской империи. Здесь пролегала важная дорога. Для контроля над ней, а также для охраны моста через реку Север легионерами был построен форт.  
В раннем Средневековье этот район брали под контроль сначала короли вестготов, а затем правители омейядских арабов. Строительство крепости приписывается исламскому полководцу IX века Ибн Марвану. Этот человек поселился в построенном им замке между 876 и 877 годами. К началу X века за поселением закрепилось названием Амая де Ибн Маруан. В период с 1160 по 1166 годы христианские отряды под командованием короля Афонсу I Великого (1112–1185) смогли захватить этот регион и изгнали мавританские войска. В 1190-х годах войска Альмохадов отвоевали замок. Но вскоре христиане вновь вернули окрестные территории под свой контроль. 
В 1214 году после заключения мира в Каштелу-Бранку и проведения новой границы Марван был официально включён в состав владений португальской короны. В 1226 году король Саншу II (1223–1248), желая прочнее закрепиться в этих местах, выпустил указ о строительстве новой крепости. Причём тревогу короля вызывали уже не мусульмане, а правители Кастилии, которые активно расширяли свои владения и регулярно вторгались в регион Порталегри.  
В 1271 году король Афонсу III передал крепость в управление рыцарям Мальтийского ордена. Позднее ордену были переданы и другие португальские замки: Арроншиш, Види и Порталегре. Занявший трон Диниш I (1279–1325) подтвердил привилегии братьев рыцарей.   
Правда, вскоре посёлок и крепость оказались в центре конфликта между орденом и королём. Королевские войска изгнали рыцарей в 1299 году. После вмешательства римского папы Мальтийскому ордену в качестве компенсации за утрату замков Маран, Поргалегре и Арроншиш были предложены крепости Синтра и Орен. Марван стал личным владением короля. В 1300 году Диниш I закрепил свои права на местность особым указом (форалом) и приступил к расширению и усилению оборонительных сооружений. В результате возникла мощная неприступная крепость.  
Во время правления Фернанду I Португальского (1367–1383) церковь в Марване в 1378 году была объявлена особо почитаемым местом. Однако после смерти короля в стране началась смута из-за спора между наследниками. Португальское междуцарствие продолжалась с 1383 по 1385 год. В это время крепость перешла под контроль рыцарей Ависского ордена. Новые собственники, будучи заинтересованными в привлечении крестьян на пустующие земли региона, предоставили поселению много привилегий. Особые права поселенцев подтверждались в 1407, 1436 и 1497 годах.   
Помимо прочего, рыцари усилили внешние укрепления и башни крепости. Модернизация продолжалась весь XV век.     

### Новое время

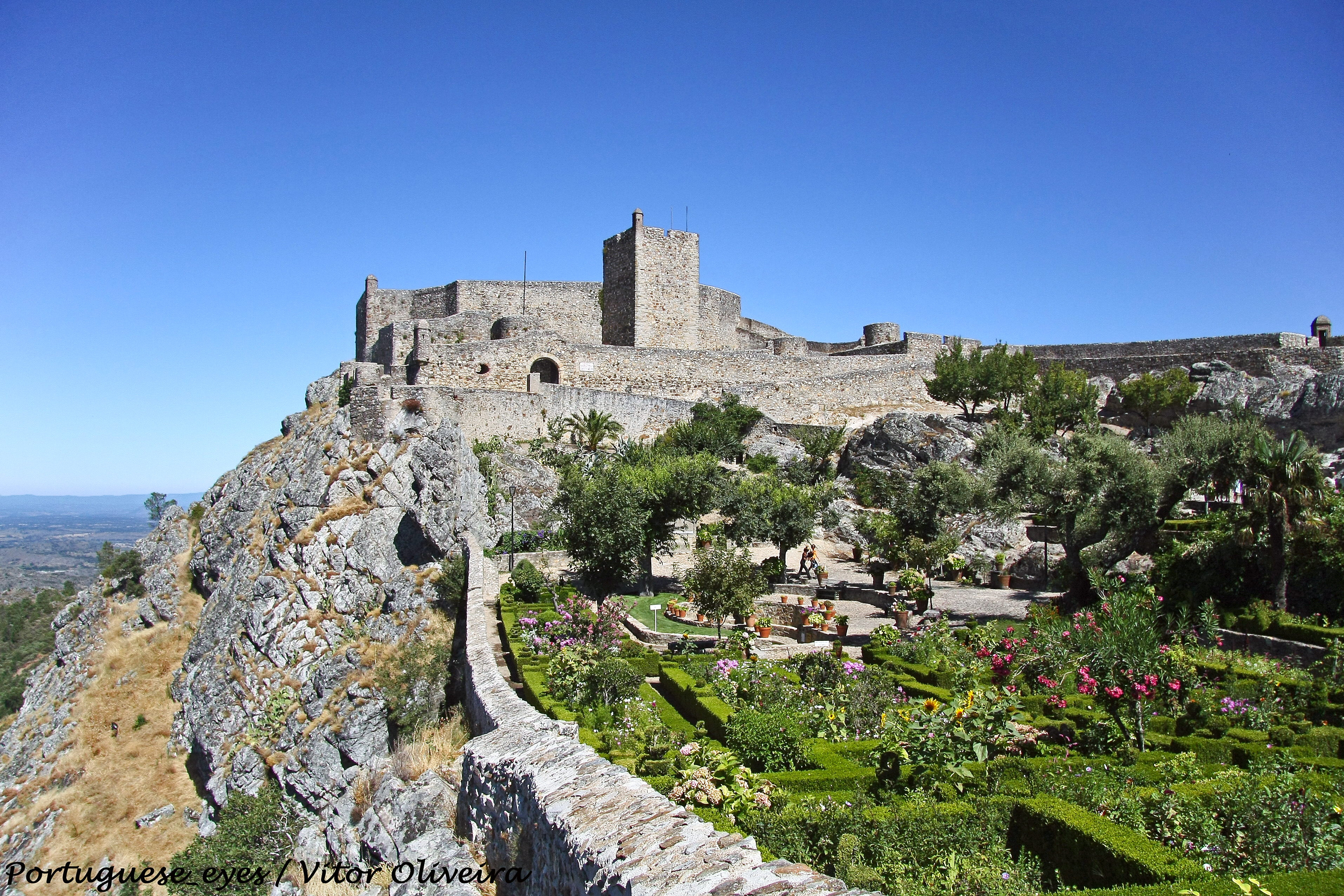
Вид крепости со стороны сада

Замок не утратил своего значения и в последующие века. Периодически обострявшиеся отношения между Лиссабоном и Мадридом заставляли португальских королей постоянно совершенствовать фортификационные сооружения важной крепости. Реконструкция укреплений Марвана проводилась в XVII, XVIII и XIX веках. Укреплялись бастионы и усиливалась крепостная артиллерия.      
Во время Португальской войны за независимость в период между 1640 и 1662 замок был полностью отремонтирован. Модернизация коснулась стен, ворот и барбиканов, которые серьёзно обветшали в предшествующие десятилетия. Согласно отчётам Николау де Лангреса, во время военных действий из-за опасности вторжения испанцев в центральные районы Португалии гарнизон Марвана значительно усилили. В частности, пехотинцы и кавалеристы из замка Каштелу-де-Види были направлены на усиление гарнизона Марвана. В результате здесь постоянно находилось около 400 солдат. Крепость стала главным пунктом обороны.      
В 1641 году испанские войска осадили Марван, но захватить крепость не смогли. Вторая осада началась в 1648 году. Но португальцы благодаря мощным укреплениям смогли отбиться. После завершения войны крепость ещё раз модернизировали под руководством Луиша Серрана Пиментеля.      
Между 1704 и 1705 годами внезапная атака испанцев привела к падению крепости. Но вскоре подошли крупные силы португальцев под командованием графа Сан-Хуана. В ходе решительного штурма португальцы смогли отвоевать Марван.      
В 1772 году испанские войска вновь пытались захватить крепость. Но атаки были отбиты.     

### XIX век
После прихода к власти во Франции Наполеона I Пиренейский полуостров на несколько лет оказался местом ожесточённого противостояния. В ходе Пиренейских войн к крепости подступил корпус французского генерала Жана Андоша Жюно. При поддержке испанских союзников французы смогли захватить крепость. Но в 1808 году португальцы в очередной раз сумели отвоевать Марван.      
12 декабря 1833 года Марван был захвачен отрядами испанских сторонников республики. В течение года крепость осаждали войсками испанского генерала Мигеля Рикардо де Алавы. Эти события оказались последними боевыми действиями в истории крепости.

### XX век
В 1938 году власти Португалии приступил к ремонту башен, лестниц и зубчатых стен. В последующие годы была проведена реставрация многих внутренних помещений, включая воссоздание аутентичных интерьеров. Работы продолжались до 1958 года. В итоге замок предстал перед туристами в почти идеальном состоянии. В последующие десятилетия продолжалось благоустройство окружающих территорий. 
Новый этап реконструкции начался в 1990-е годы. В числе прочего был восстановлен южный барбикан.  

## Расположение

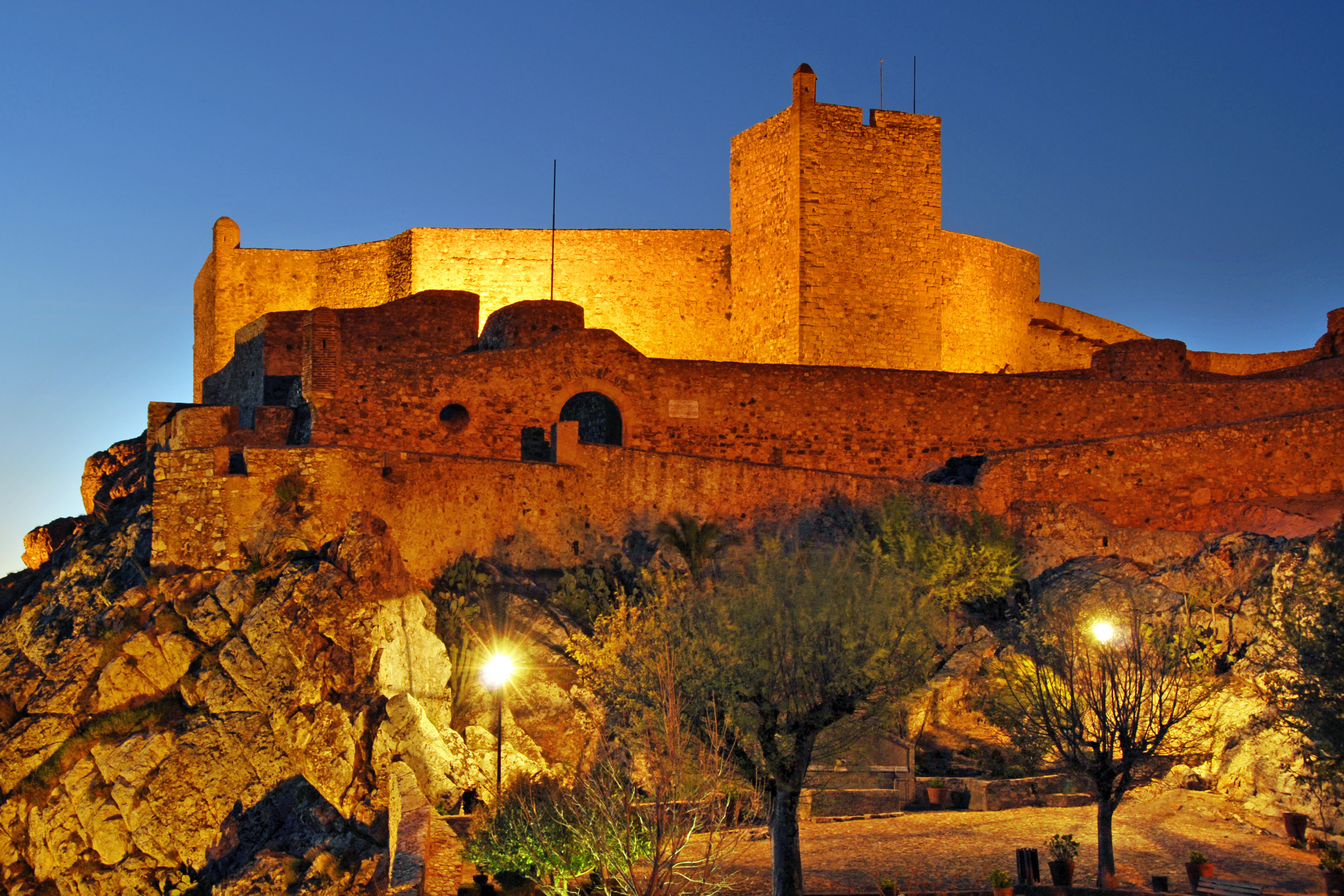
Подсветка крепости в вечерних сумерках

Крепость находится на вершине скалистого холма на высоте 867 метров над уровнем моря. Со стен крепости открывается живописная панорама окружающих территорий.

## Архитектура
Замок имеет два внутренних двора, окружённых стенами. Главный двор расположен на северо-западе. Его окружает кольцевая стена с двумя башнями. Кроме того здесь расположена выбитая в толще скал цистерна для сбора и хранения дождевой воды. Вода стекала сначала в особый резервуар и лишь затем поступала вниз. В южном углу крепостного комплекса расположена прямоугольная башня. Здесь же находятся ворота. В самой башне имеется просторный зал со сводчатым потолком. 
В юго-восточном дворе находятся здания кухни, казарм, кузницы и арсенала. Здесь же имеется ещё одна цистерна.  
Часть зданий осталась неизменными с 1299 года и носит узнаваемые черты фортификационных сооружений эпохи Крестовых походов, что делает Марван уникальным по сохранности комплексом. В числе прочего сохранились амбразуры, приспособленные для удобной стрельбы из луков и арбалетов. 
Многочисленные внутренние узкие проходы с поворотами были приспособлены для защиты от врагов, в случае если бы им удалось прорваться в крепость.
Перед крепостью разбит живописный сад.

## Галерея

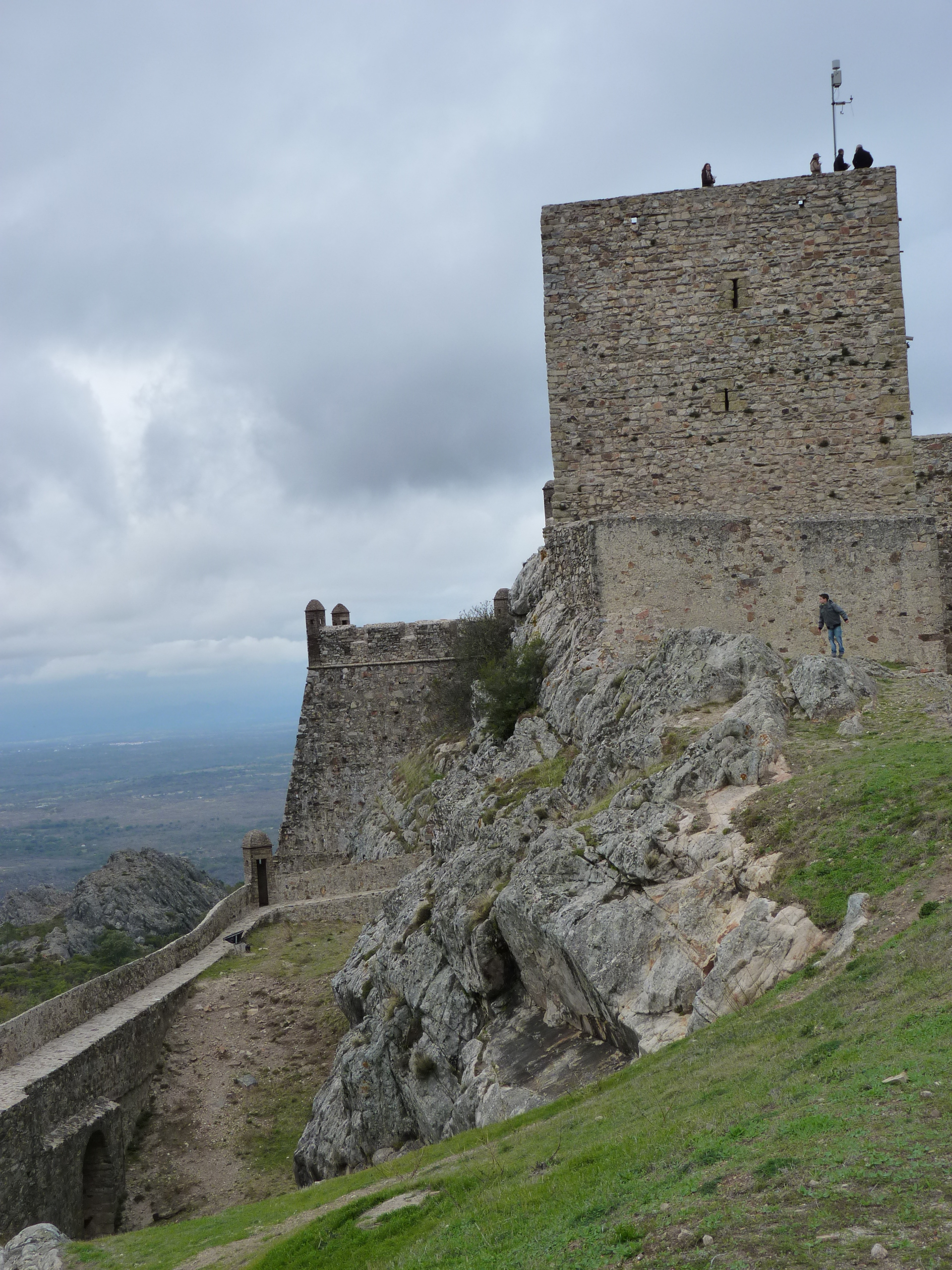
Одна из башен крепости
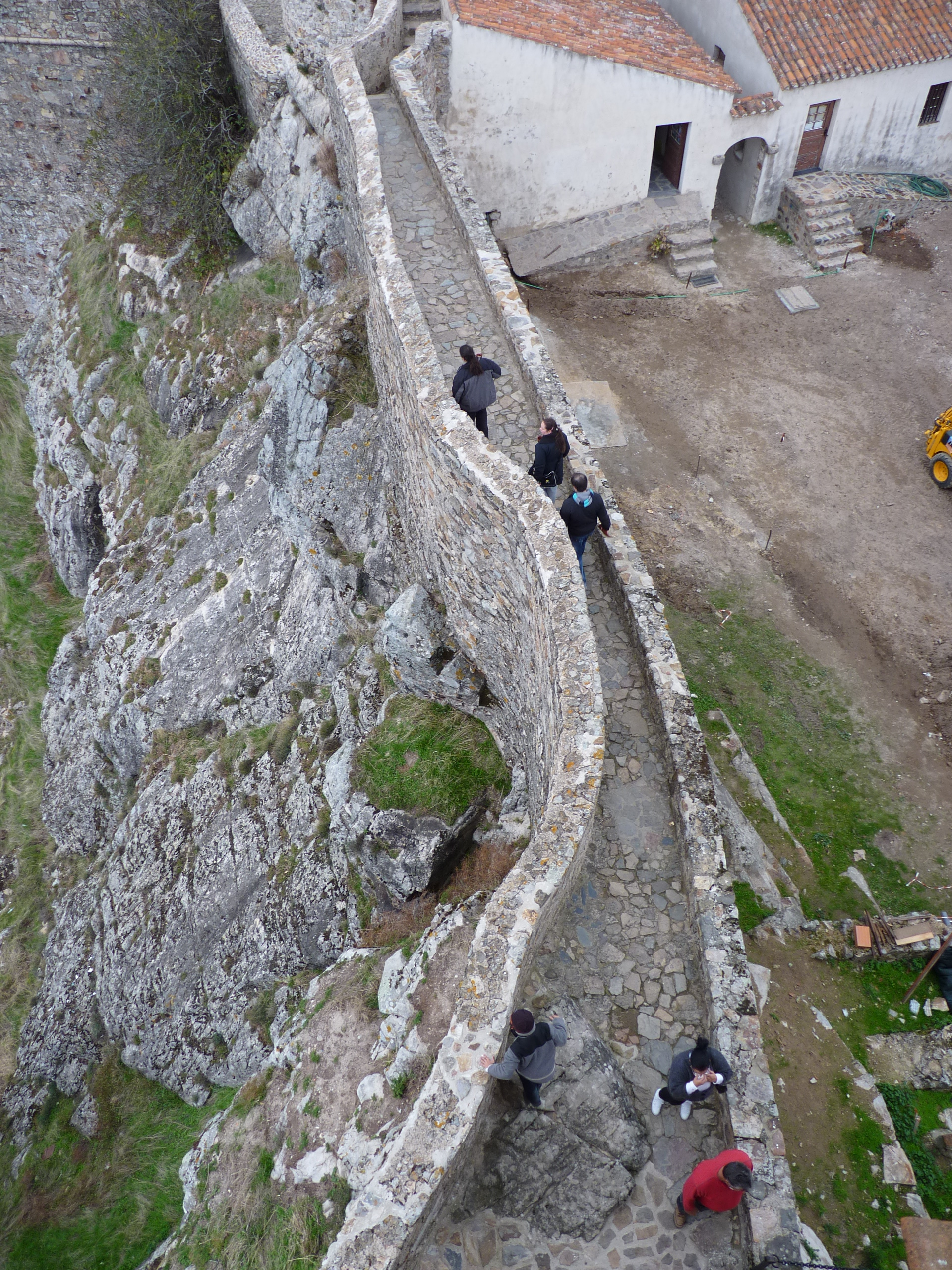
Вид на стену с высоты башни
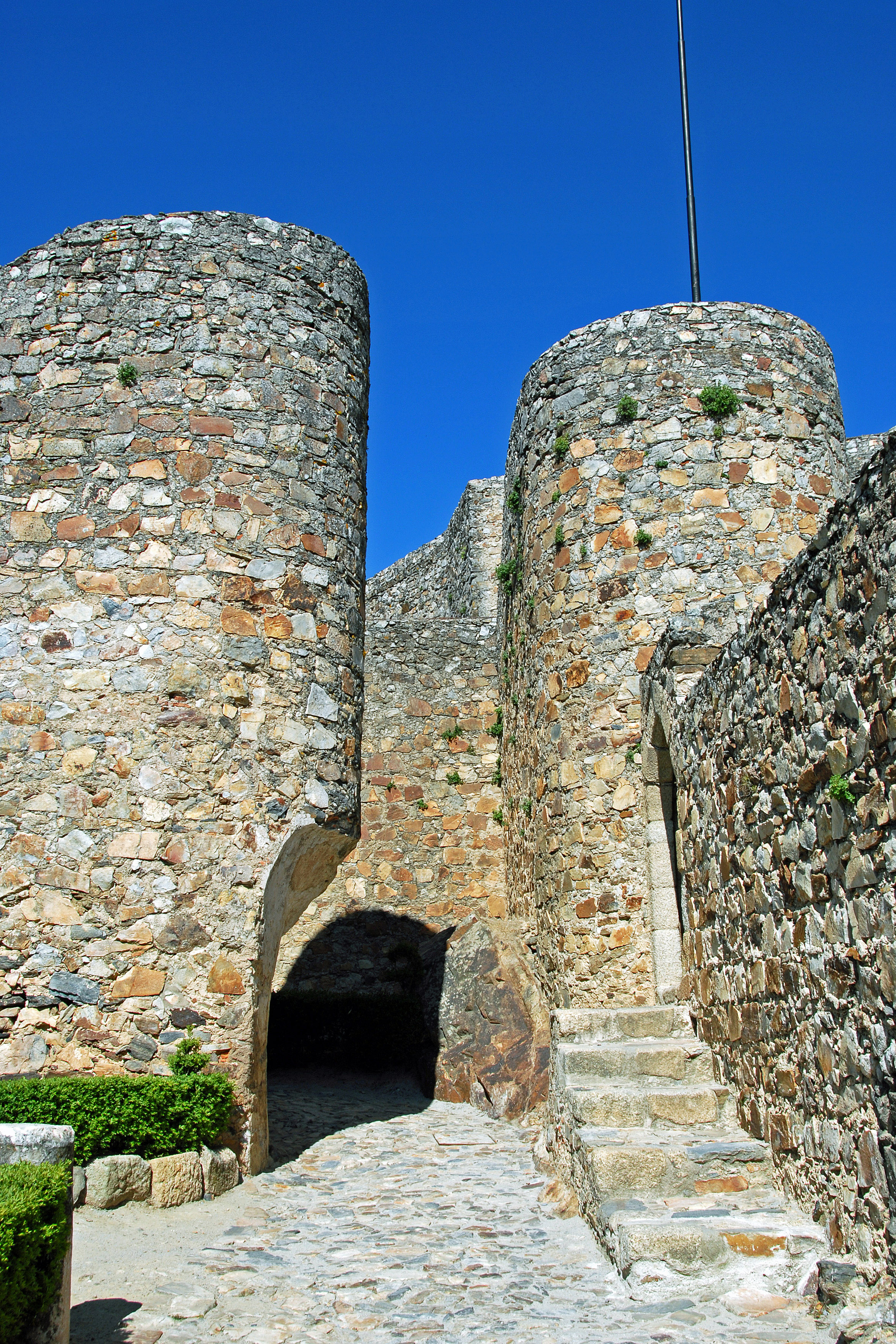
Ворота, ведущие в крепость
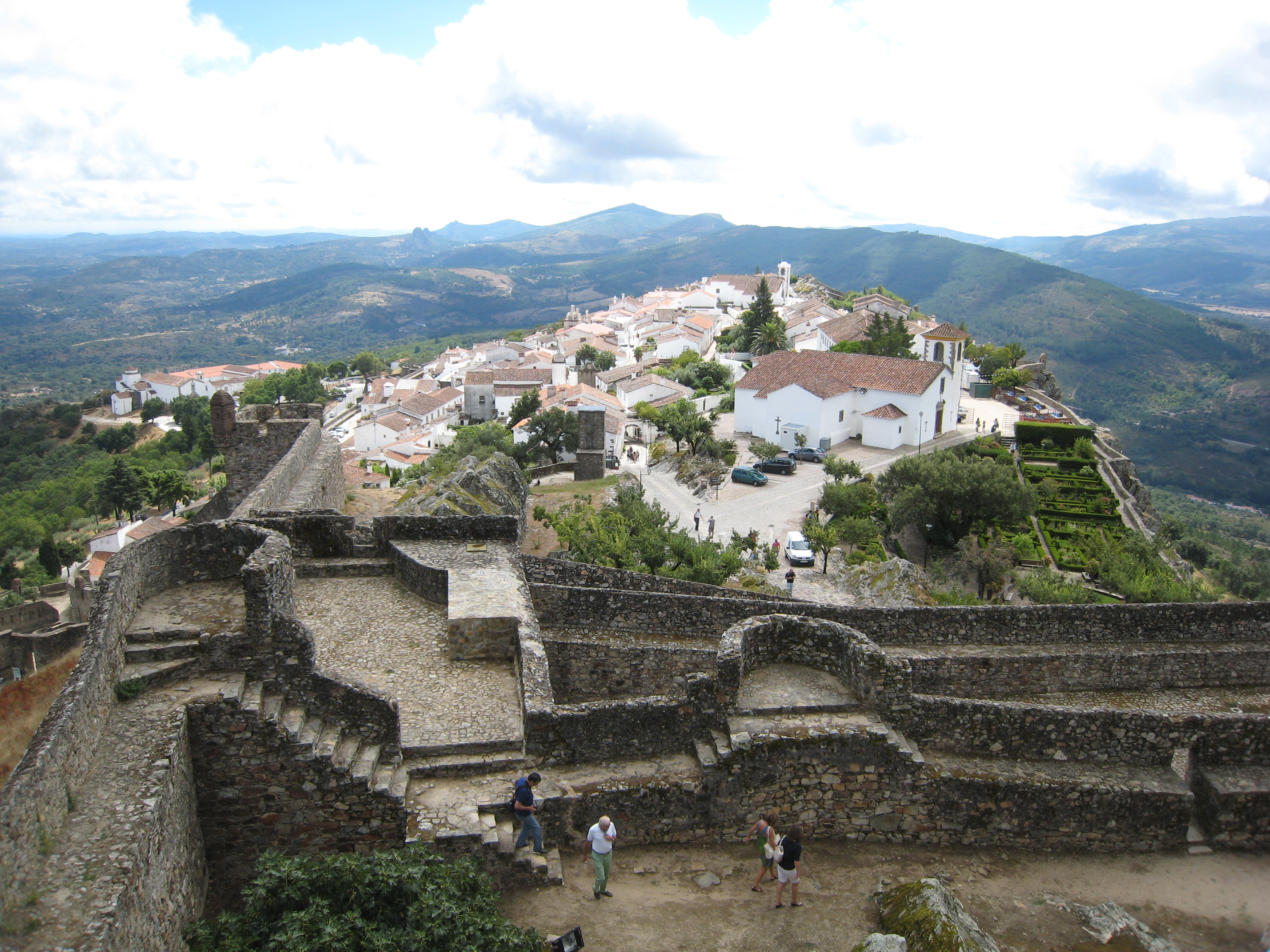
Вид на посёлок Марван из крепости
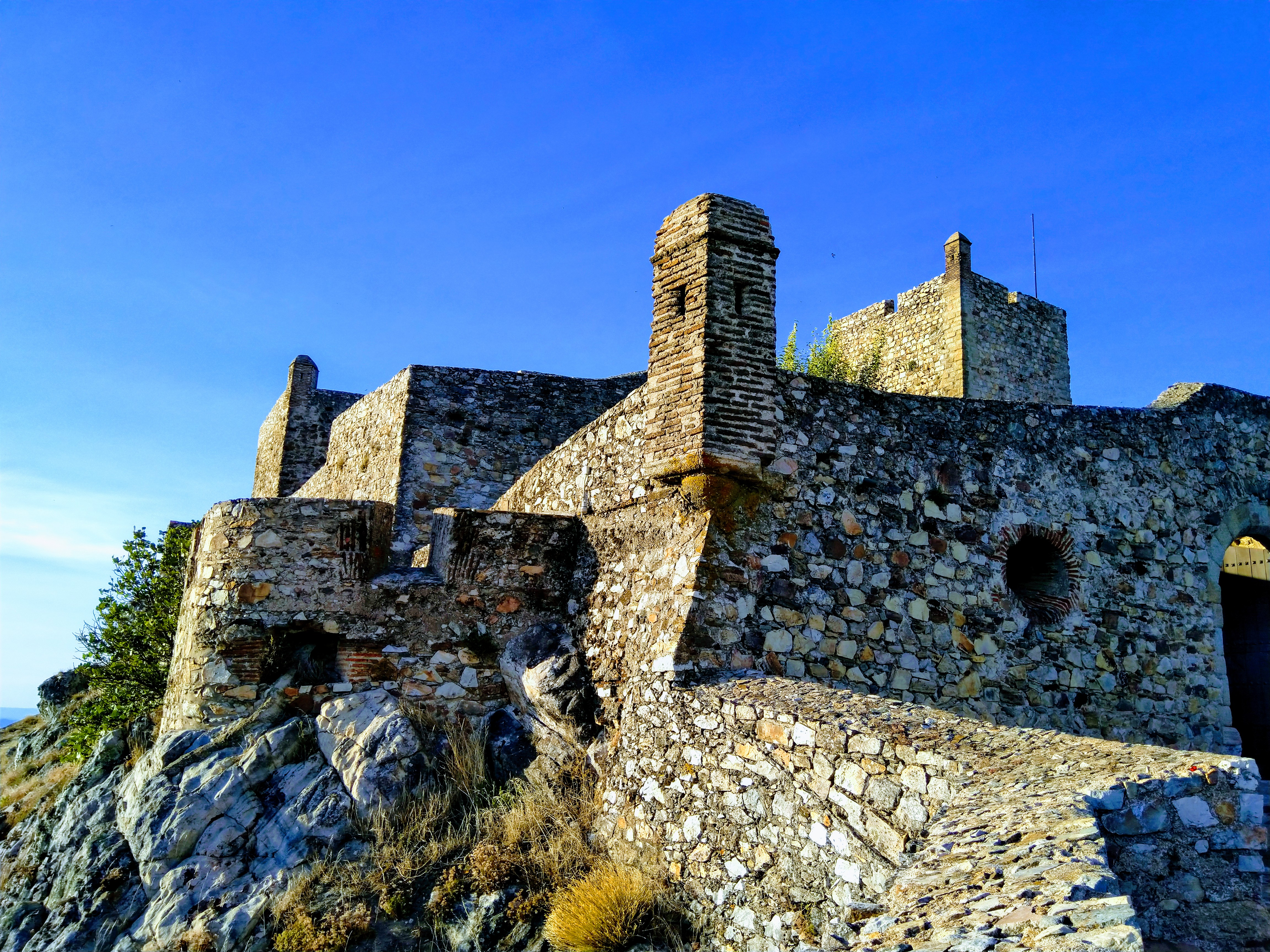
Бастионы крепости